# Barbacenia
Barbacenia är ett släkte av enhjärtbladiga växter. Barbacenia ingår i familjen Velloziaceae.

## Bildgalleri

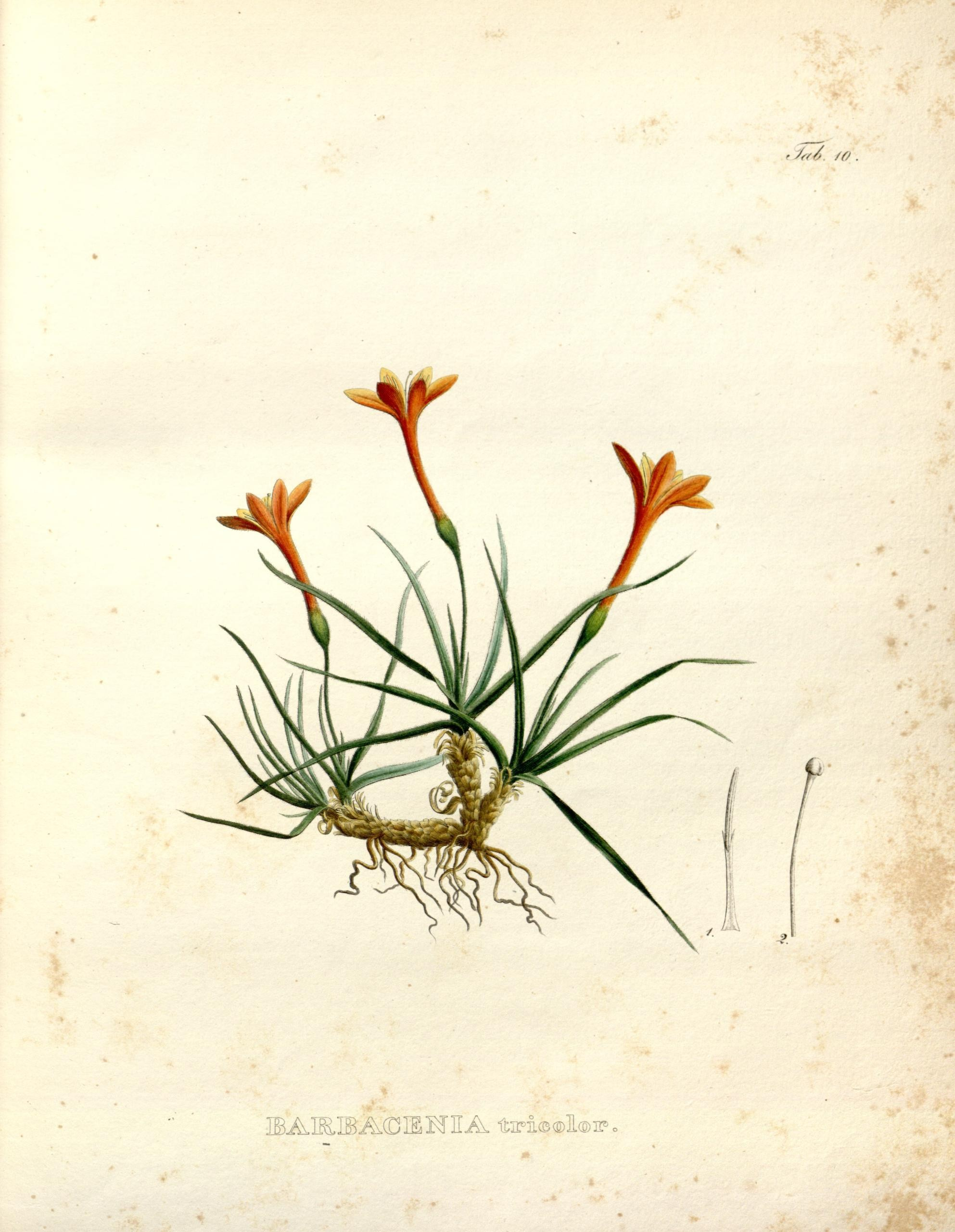
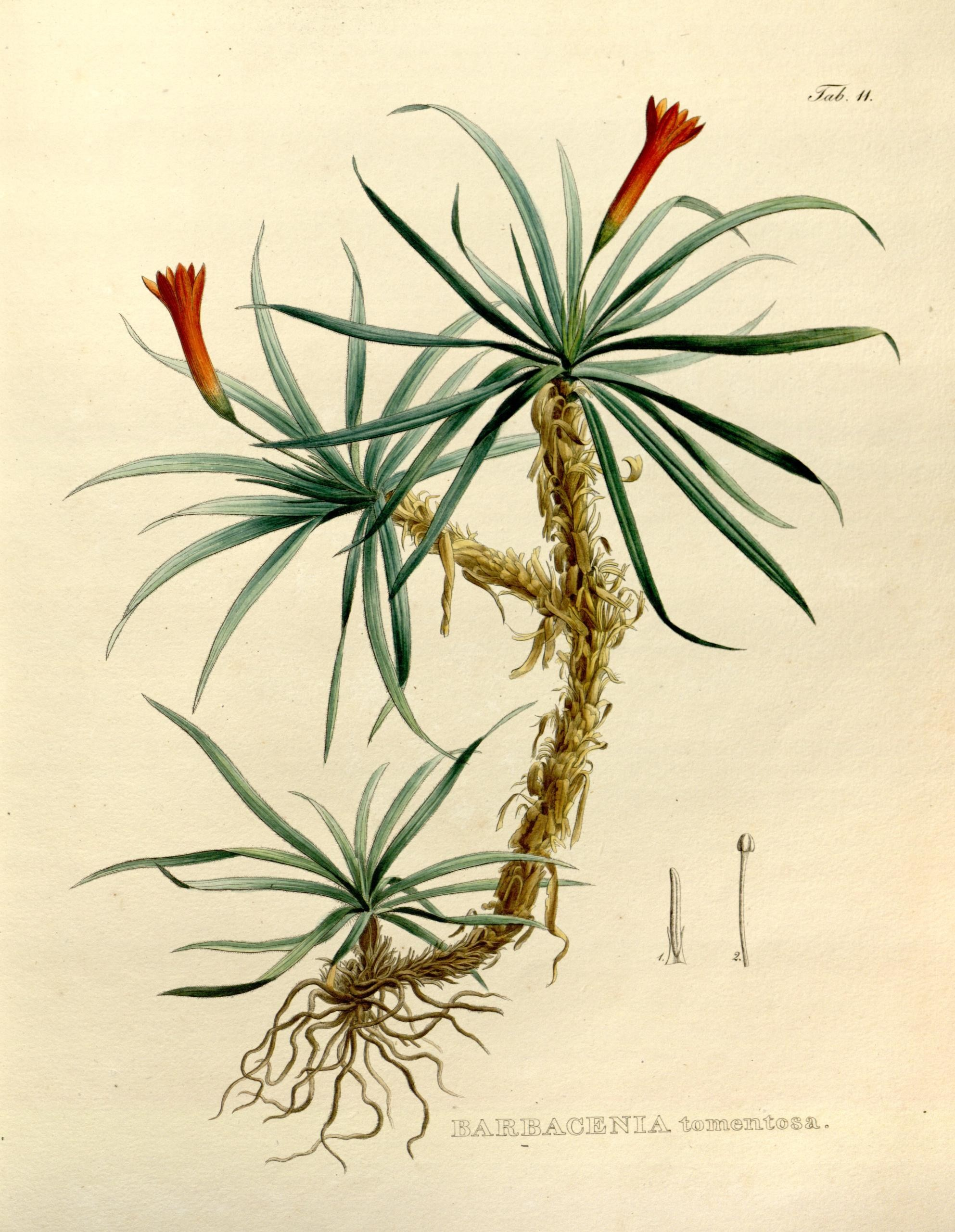
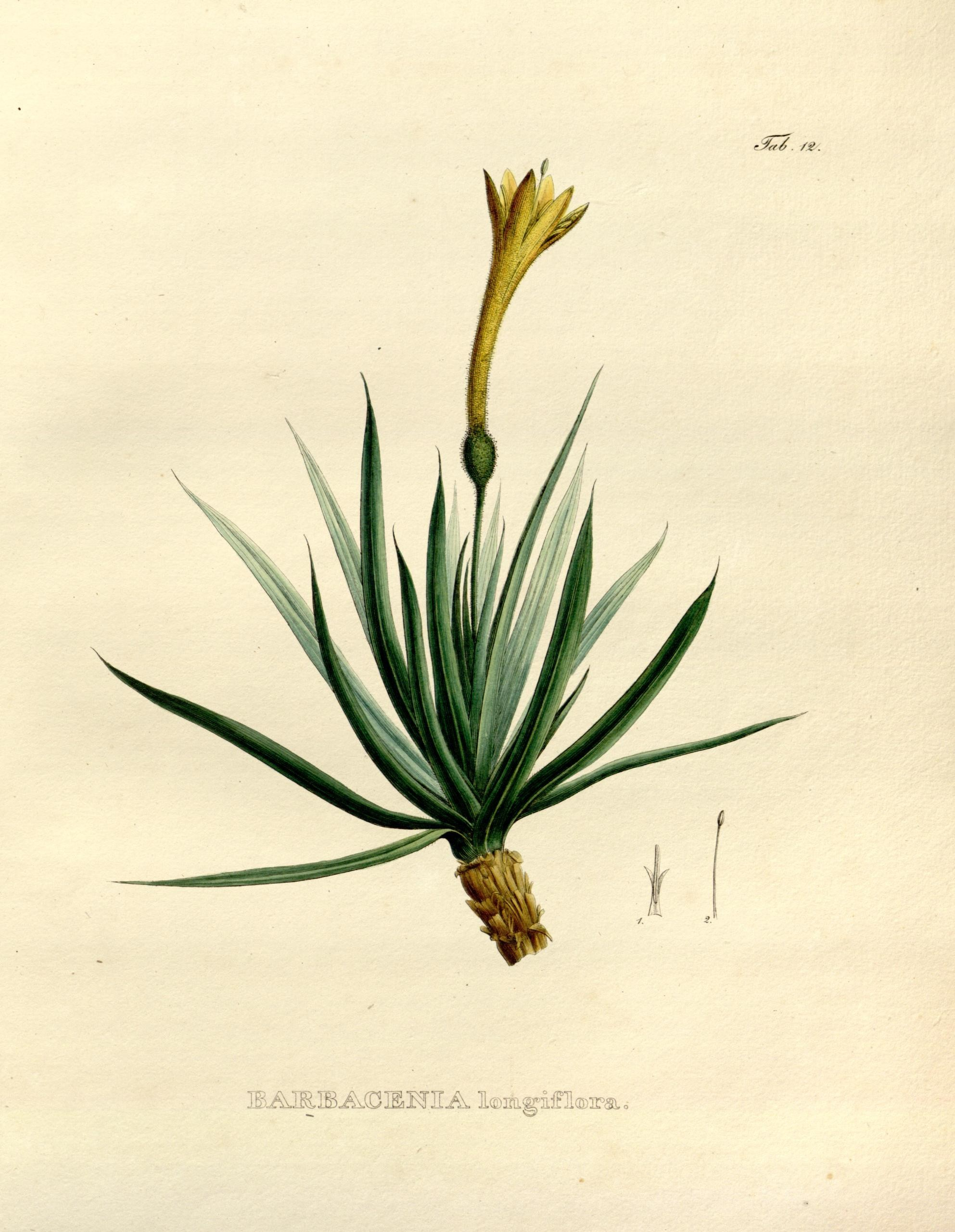
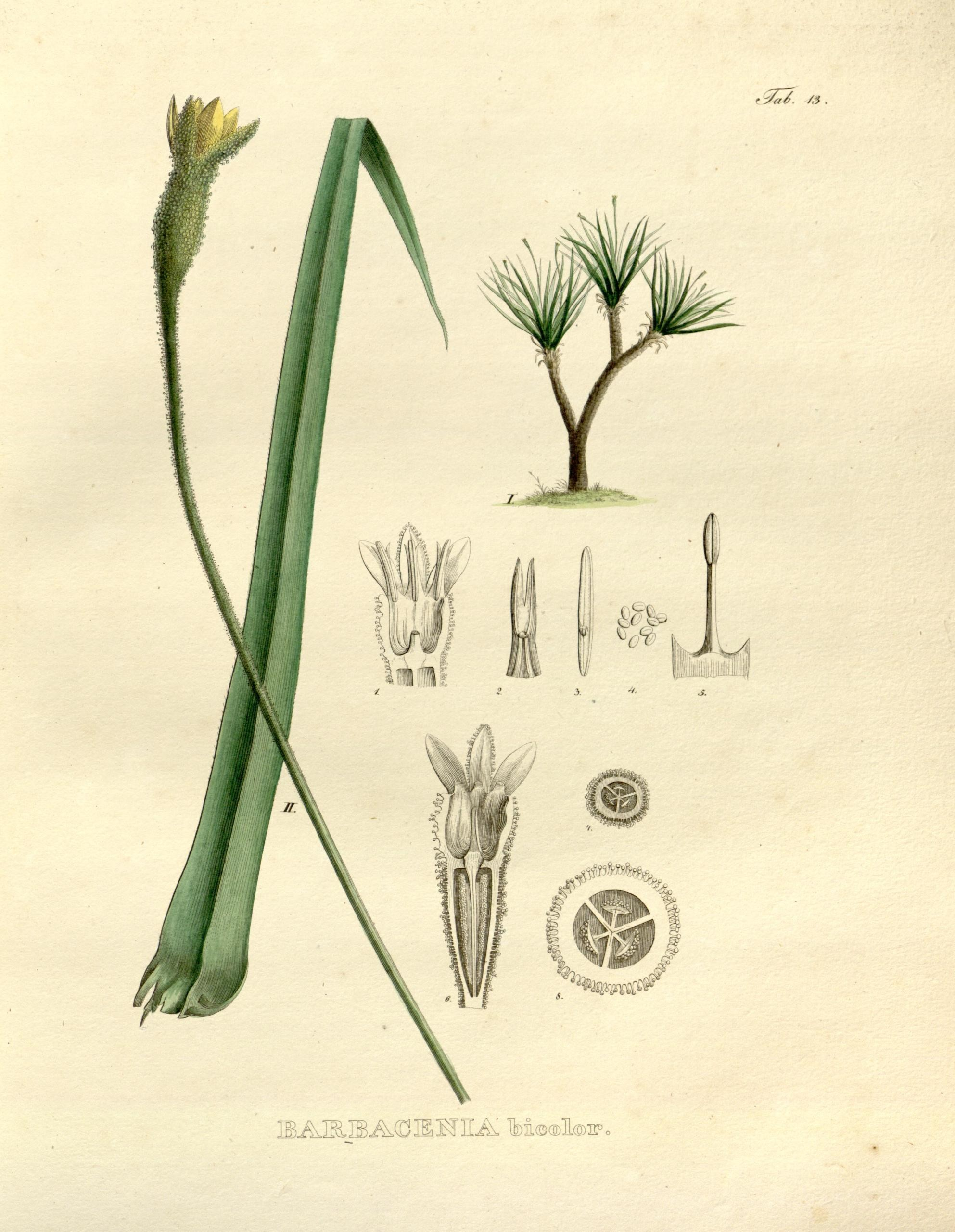
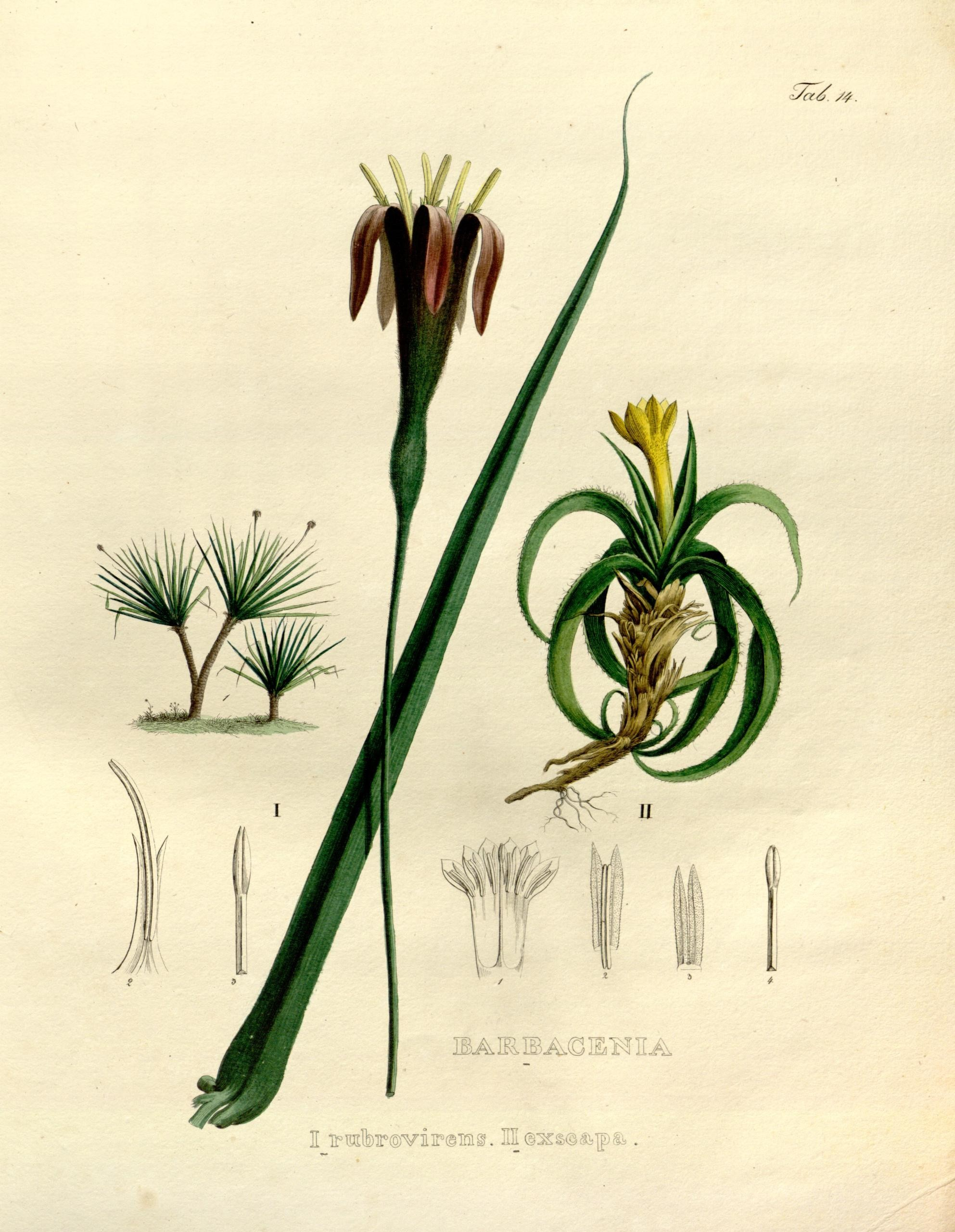
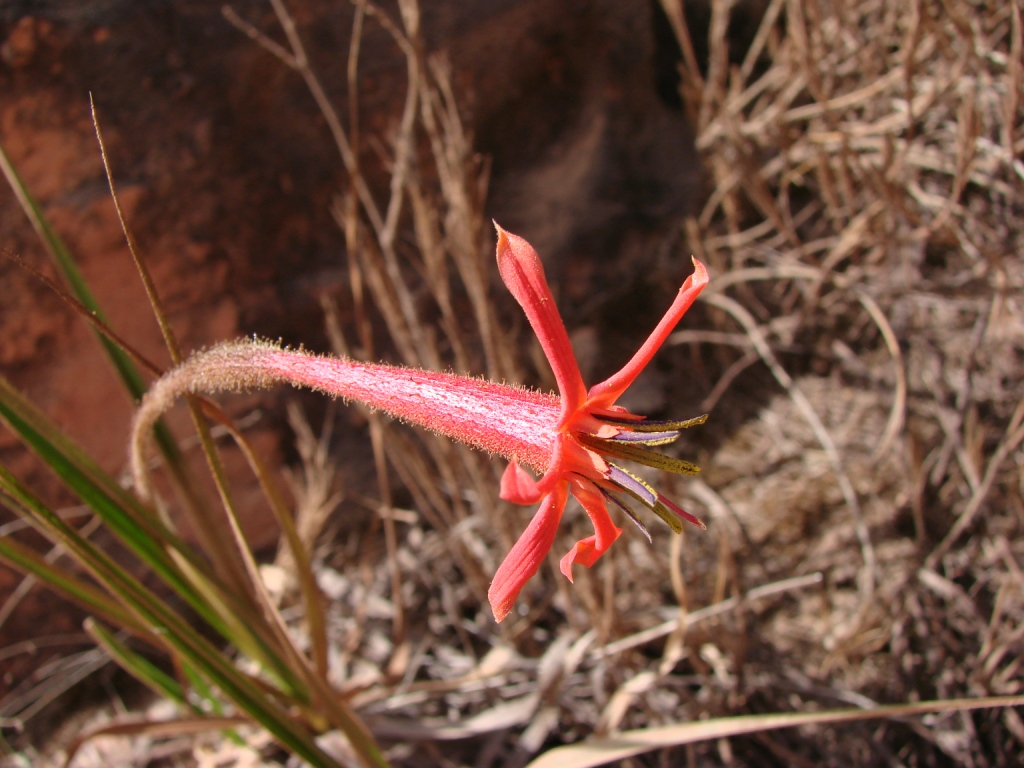

## Dottertaxa tillBarbacenia, i alfabetisk ordning[1]
- Barbacenia andersonii
- Barbacenia aurea
- Barbacenia bahiana
- Barbacenia beauverdii
- Barbacenia bishopii
- Barbacenia blackii
- Barbacenia blanchetii
- Barbacenia brachycalyx
- Barbacenia brasiliensis
- Barbacenia brevifolia
- Barbacenia burle-marxii
- Barbacenia caricina
- Barbacenia celiae
- Barbacenia chlorantha
- Barbacenia coccinea
- Barbacenia conicostigma
- Barbacenia contasana
- Barbacenia coronata
- Barbacenia culta
- Barbacenia curviflora
- Barbacenia cuspidata
- Barbacenia cyananthera
- Barbacenia cylindrica
- Barbacenia damaziana
- Barbacenia delicatula
- Barbacenia ensifolia
- Barbacenia exscapa
- Barbacenia fanniae
- Barbacenia filamentifera
- Barbacenia flava
- Barbacenia flavida
- Barbacenia foliosa
- Barbacenia fragrans
- Barbacenia fulva
- Barbacenia gardneri
- Barbacenia gaveensis
- Barbacenia gentianoides
- Barbacenia glabra
- Barbacenia glauca
- Barbacenia glaziovii
- Barbacenia globata
- Barbacenia glutinosa
- Barbacenia goethartii
- Barbacenia gounelleana
- Barbacenia graciliflora
- Barbacenia graminifolia
- Barbacenia grisea
- Barbacenia hatschbachii
- Barbacenia hilairei
- Barbacenia hirtiflora
- Barbacenia ignea
- Barbacenia inclinata
- Barbacenia involucrata
- Barbacenia ionantha
- Barbacenia irwiniana
- Barbacenia itabirensis
- Barbacenia latifolia
- Barbacenia leucopoda
- Barbacenia lilacina
- Barbacenia longiflora
- Barbacenia longiscapa
- Barbacenia luzulifolia
- Barbacenia lymansmithii
- Barbacenia macrantha
- Barbacenia mantiqueirae
- Barbacenia markgrafii
- Barbacenia minima
- Barbacenia mollis
- Barbacenia monticola
- Barbacenia nana
- Barbacenia nanuzae
- Barbacenia nigrimarginata
- Barbacenia nuda
- Barbacenia oxytepala
- Barbacenia pabstiana
- Barbacenia pallida
- Barbacenia paranaensis
- Barbacenia plantaginea
- Barbacenia polyantha
- Barbacenia pulverulenta
- Barbacenia pungens
- Barbacenia purpurea
- Barbacenia rectifolia
- Barbacenia reflexa
- Barbacenia regis
- Barbacenia riedeliana
- Barbacenia riparia
- Barbacenia rodriguesii
- Barbacenia rogieri
- Barbacenia rubra
- Barbacenia rubrovirens
- Barbacenia salmonea
- Barbacenia saxicola
- Barbacenia schidigera
- Barbacenia schwackei
- Barbacenia sellowii
- Barbacenia sessiliflora
- Barbacenia seubertiana
- Barbacenia spectabilis
- Barbacenia spiralis
- Barbacenia squamata
- Barbacenia stenophylla
- Barbacenia tomentosa
- Barbacenia tricolor
- Barbacenia trigona
- Barbacenia umbrosa
- Barbacenia vandellii
- Barbacenia williamsii
- Barbacenia viscosissima